# Westerberg (Osnabrück)
Westerberg, Osnabrück-Westerberg – dzielnica miasta Osnabrück w Niemczech, w kraju związkowym Dolna Saksonia.